# Operation Stealth
Operation Stealth, también conocido como James Bond 007: The Stealth Affair en Estados Unidos, es un juego de aventuras de Delphine Software International, lanzado en 1990. El juego está hecho principalmente por Paul Cuisset (programación) y Jean Baudlot (sonido).
El juego fue lanzado con la licencia de Bond en Estados Unidos, aunque esto llevó a algunas inconsistencias, ya que el agente de la MI6 parecía recibir órdenes de la CIA.

## Jugabilidad
Operation Stealth presenta un estilo de juego point-and-click parecido a muchas de las aventuras de LucasArts de la época, al igual que un número de elementos más orientados a la acción, incluyendo una sección de un laberinto visto desde arriba y una escena donde Glames/Bond intenta escapar de una caverna subacuática antes de quedarse sin oxígeno.
La versión de Amiga contaba con una voz sintetizada primitiva que leería todo el diálogo del juego en caso de que se instalara 1MB de RAM o más. Esta versión tenía un bug que congelaba el juego en caso de que el jugador hiciera clic para saltear el diálogo hablado, forzándolo a reiniciar el juego.

## Trama
John Glames (James Bond en Estados Unidos) es un agente secreto de la CIA que ha sido asignado a una misión para localizar un nuevo avión furtivo F-19 de alta tecnología en Latinoamérica, el cual fue robado de la Estación Aérea del Cuerpo de Marines de Miramar.
El protagonista visita la república bananera de Santa Paragua para investigar; luego de encontrarse con su contacto, este es aparentemente asesinado, pero antes de morir, le entrega una llave a una ranura bancaria donde se guardan los documentos del caso. Una vez que consigue un sobre, resulta que el hombre que conoció fue el coronel Karpov del KGB, quien le explica que capturaron al contacto de la CIA y manipularon a Glames para que abriera su maletín, ya que sabría su combinación. Karpov y Ostrovitch toman los documentos y llevan a Glames a una cueva donde lo abandonan para dejarlo morir. Sin embargo, logra escapar y nadar de vuelta al pueblo en una de las secuencias arcade del juego.
Deambulando por el hotel, Glames es confundido por alguien parecido a él; incluso una mujer intenta asesinar a Glames, pero es detenida cuando aparece esa persona, Otto. Glames y la mujer son capturados por los guardias de Otto y lanzados al mar, pero las acciones de Glames los salva a ambos.
Ellos son rescatados y llevados a una base militar en una jungla. Glames se entera de que la mujer es Julia Manigua, la sobrina del Presidente Manigua; su tío fue reemplazado por un impostor al servicio de Otto, mientras que un movimiento de liberación intenta derrocar al gobierno títere. Ellos consiguen entrar al palacio presidencial durante un festival haciéndose pasar por animadores.
Allí, son descubiertos y Julia es arrestada, pero Glames pasa por una serie de laberintos, evitando a los guardias, y llega a la oficina de Otto. Recupera los documentos de una caja fuerte (los cuales Otto había tomado de los agentes KGB), y es nuevamente arrestado por los dos agentes; luego aparece Otto. Karpov escapa con el sobre y Glames lo persigue en una secuencia de motos de agua, y logra evadir a los secuaces de Otto.
Es rescatado por un submarino americano. Dentro, el jefe le explica que el avión furtivo fue robado por la organización global criminal Spyder, liderada por el Dr. Why, y amenaza con atacar a las ciudades más grandes del mundo. Los documentos recuperados indican que el avión aterrizó en una base subterránea, y Glames deberá sumergirse con un equipo de buceo para encontrar la entrada subacuática.
Allí, Glames es arrestado pero logra escapar utilizando algunos de sus aparatos y llega al cuartel general de la base, donde lo esperan el Dr. Why y Otto, reteniendo a Julia como rehén. La base emerge a la superficie como una isla volcánica artificial y el avión despega. Glames crea una distracción y destruye las computadoras de la base, haciéndola colapsar, y volviendo al avión vulnerable. El Dr. Why escapa con Julia en un helicóptero, el cual es saboteado por Glames.
Esto hace que el helicóptero explote, salvándolos a Julia y a sí mismo en un bote inflable. Al final, es honrado como héroe nacional por el General Manigua, con Julia a su lado.

## Recepción
Computer Gaming World describió al juego como «un poco decepcionante». La revista criticó la interfaz oculta de los objetos del juego y el analizador torpe, señaló que los gráficos y la música fueron inferiores a los de Future Wars, y que la trama central tuvo poca conexión con los puzles del juego y las secuencias de arcade. Judith Kilbury-Cobb de la revista norteamericana .info le dio al juego cuatro estrellas y medio, y escribió: «La interfaz innovadora es elegante en su simplicidad y muy fácil de usar. Los gráficos impresionantes son nítidos, detallados, y son complementados por sonido y animación de primera. Ningún fan de Bond debería perderse de esto».